# Evžen Linhart
Evžen Linhart (20. března 1898, Kouřim – 29. prosince 1949, Praha), jinak též Eugen Linhart, byl český architekt a návrhář nábytku, představitel funkcionalismu a purismu.

## Život
Vystudoval architekturu a stavební inženýrství na Českém vysokém učení technickém v Praze v letech 1918–1924. Absolvoval u profesora Antonína Engela.
Byl jedním z členů Puristické čtyřky, řadí se k představitelům architektů ze skupiny Svaz moderní kultury Devětsil (byl členem jeho architektonické sekce ARDEV). Od roku 1931 až do své smrti byl členem Spolku výtvarných umělců Mánes.

## Dílo (výběr)
- 1923 Návrh budovy Pirelli
- 1923–1924 Projekty řadových domů

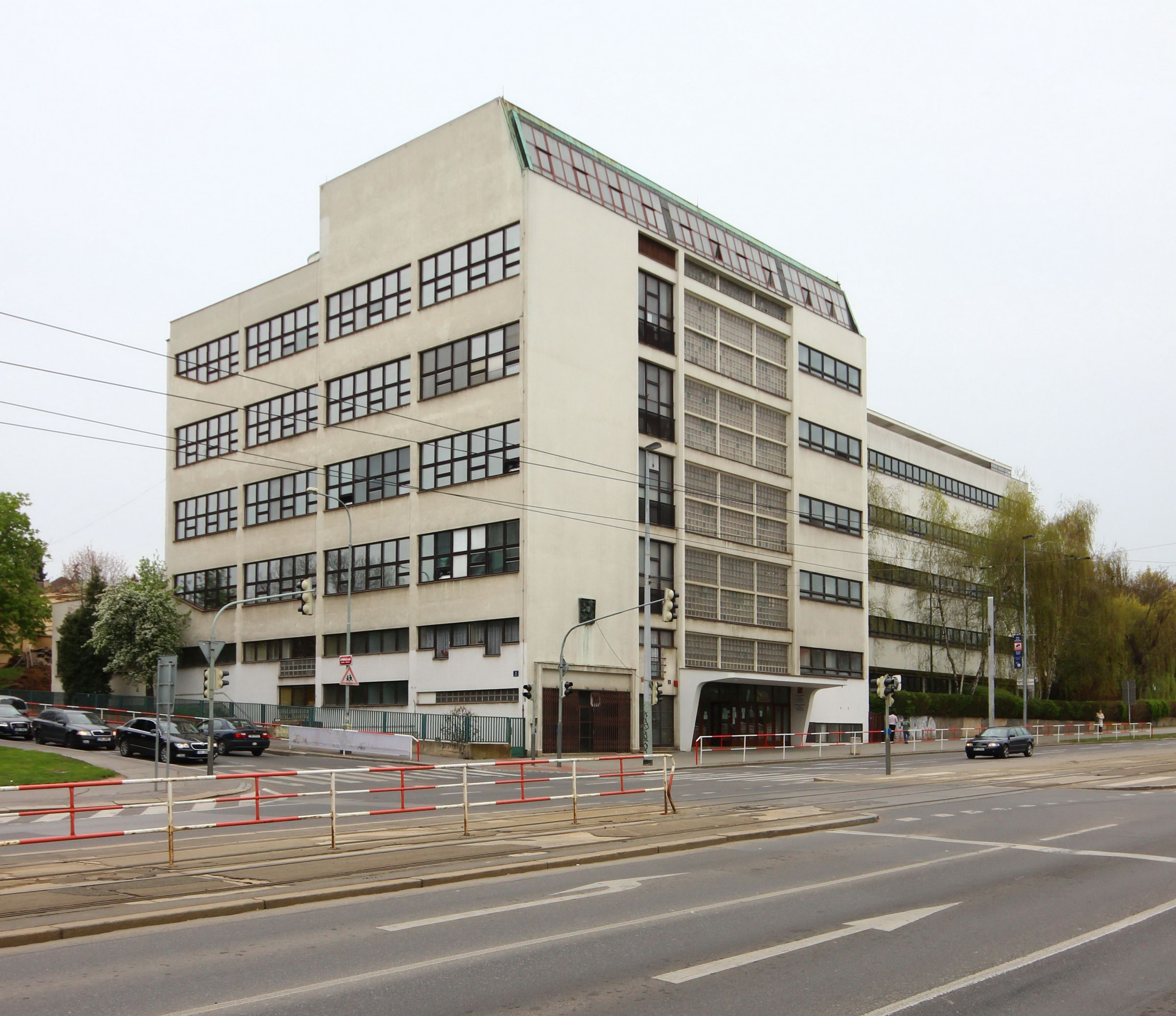
Gymnázium dr. Edvarda Beneše, Praha 6 – Dejvice, č. p. 330, Evropská 33

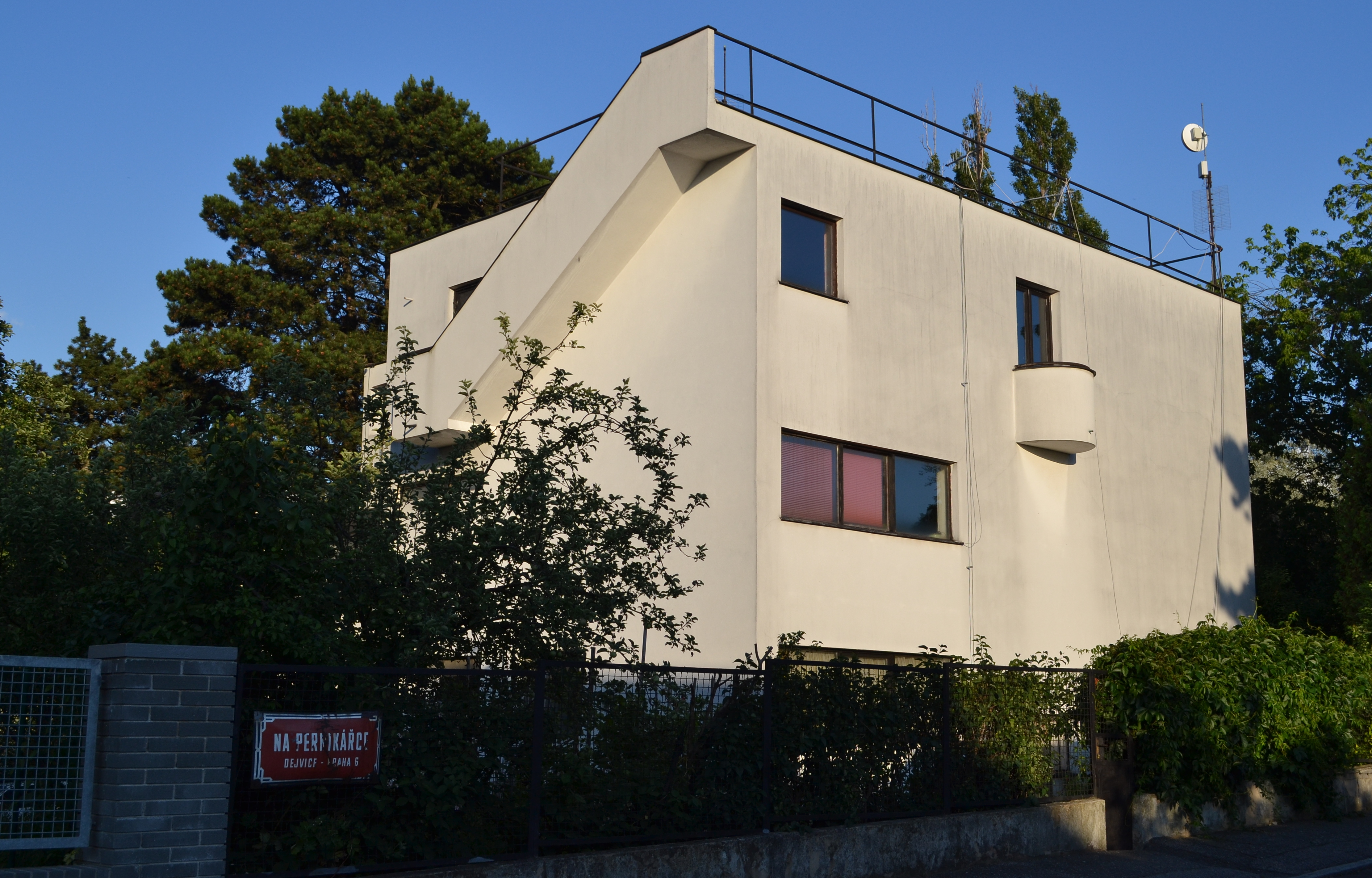
Vlastní vila Evžena Linharta v Dejvicích

- 1925–1927 Nájemní dům, Praha 10 – Hostivař
- 1926–1928 Obytný blok domů, Praha3 – Žižkov, č. p. 1623, Radhošťská 18–22
- 1927–1929 Vlastní vila (Linhartova vila), Praha 6 – Dejvice, Na Viničních horách 46
- 1930 Návrh sanatoria, Tatranská Lomnice
- 1931–1932 Dům Lisý [p 1], Obytný dům pro dvě rodiny. Osada Baba Svazu Čs. díla, Praha 6 – Dejvice, č. p. 1710, Na Ostrohu 50, spolu s Antonínem Heythumem. Konstrukčně se jedná o železobetonový skelet s výplňovým zdivem z tvárnic Isolar. Projekt umožňoval použití i v řadové zástavbě.[2]
- 1932–1933 Rodinný dům Václava Šlechty, Písek, V Oudolí 1203, Dům byl v roce 1937 přestavěn stavitelem Václavem Bartuškou (byl přistavěn nový trakt).[3]
- 1937–1938 Gymnázium dr. Edvarda Beneše, Praha 6 – Dejvice, č. p. 330, Evropská 33
- 1948–1950 Kolektivní dům, Litvínov, spolu s Václavem Hilským

## Výstavy
- 1923 Bazar moderního umění, Devětsil, Praha
- 1923 účast na výstavě Bauhausu ve Výmaru
- 1927 Jarní výstava Devětsilu, Praha